# Leica 250 Reporter

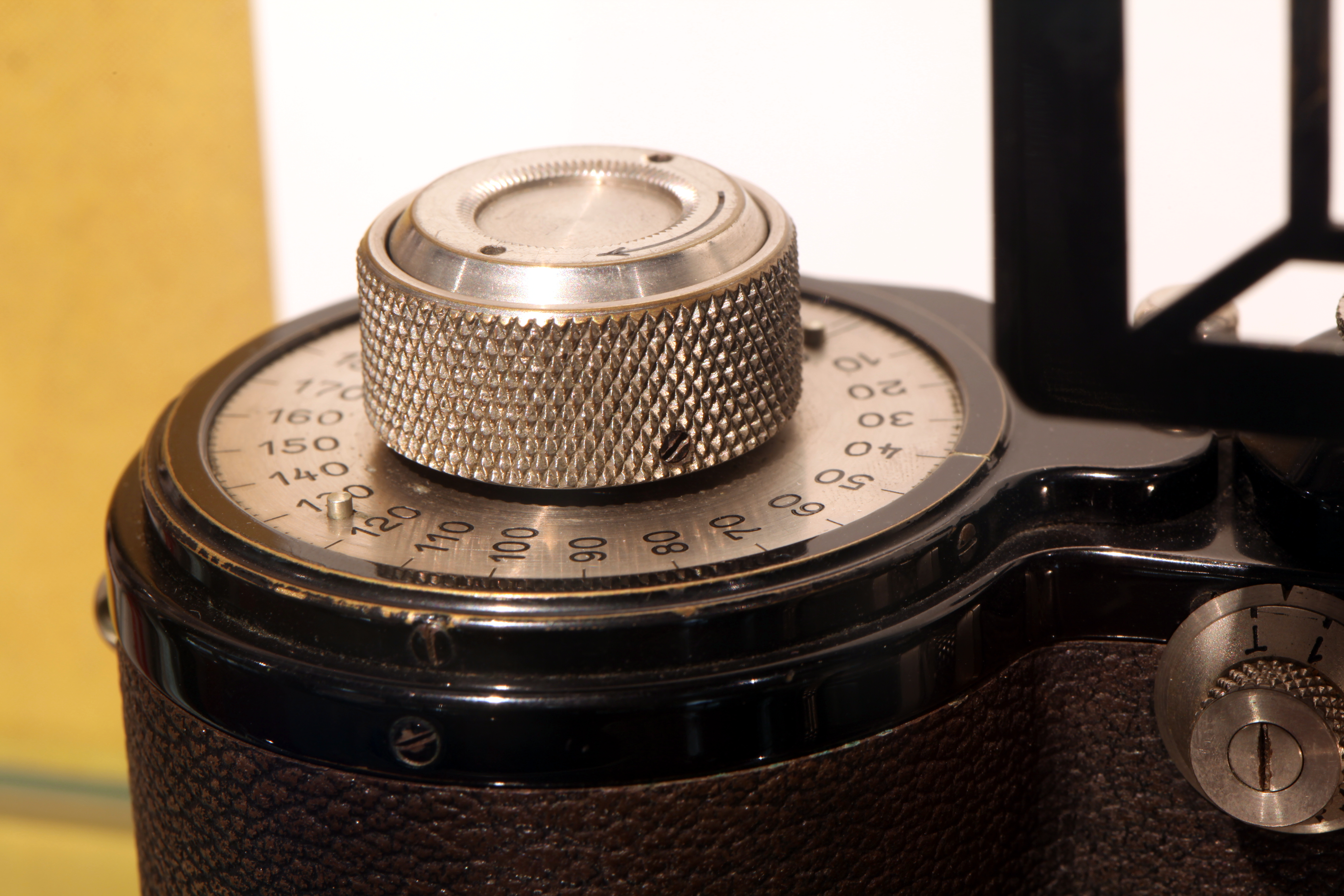
Leica 250 Reporter,
головка взвода затвора и счётчик кадров

Leica 250 Reporter — малоформатный дальномерный фотоаппарат с зарядкой до 10 метров перфорированной 35-мм киноплёнки.
Выпускался немецкой компанией Leica Camera в 1930-е годы.
Прототип разработан на основе фотоаппарата Leica II, а серийная модель «Reporter II» базируется на конструкции Leica III. Основное отличие — зарядка 35-мм перфорированной фотокиноплёнкой не в стандартных, а в специальных кассетах (заводское обозначение KOOBF). Рассчитан на получение до 250 кадров размером 24×36 мм.
Всего выпущено менее 1000 экз.

## Технические характеристики
- Тип применяемого фотоматериала — 35-мм киноплёнка.
- Размер кадра 24×36 мм.
- Корпус металлический.
- Взвод затвора и перемотки плёнки совмещённый, головкой.
- Автоматический счётчик кадров с ручной установкой первого кадра.
- Обратная перемотка плёнки цилиндрической головкой.
- Крепление объектива — резьбовое соединение M39×1/28,8.
  - Штатный объектив — Leitz Elmar 3,5/50, тубусный (складной).
- Видоискатель отдельный от дальномера. Выпускался дополнительный съёмный рамочный видоискатель.
- Увеличение окуляра встроенного видоискателя 0,44×, окуляра дальномера 1,0×.
- Фотографический затвор — механический фокальный с матерчатыми шторками, с горизонтальным движением шторок.
- Выдержки затвора:
  - на базе камеры Leica II от 1/20 до 1/500 с и «В (Z)».
  - на базе камеры Leica III от 1 до 1/1000 с и «В (Z)» (добавлена дополнительно выдержка 1/1000 с).
- Синхроконтакт отсутствует.
- Обойма для крепления сменных видоискателей.
- Автоспуск отсутствует.